# Jeff Gordon
Jeffery Michael „Jeff“ Gordon (* 4. August 1971 in Vallejo, Kalifornien) ist ein ehemaliger US-amerikanischer Automobil-Rennfahrer, der durch seine Erfolge in der NASCAR bekannt wurde. Gordon ist vierfacher Champion im Winston Cup, der heutigen NASCAR Cup Series sowie dreifacher Gewinner des Daytona 500, dem prestigeträchtigsten Rennen der NASCAR. Mit Ausnahme seines Comebacks 2016, bei welchem er den verletzten Dale Earnhardt junior ersetzte, fuhr er stets den Chevrolet mit der Startnummer 24 mit Drive to End Hunger/DuPont als Hauptsponsor für Hendrick Motorsports. Zudem ist er Teilhaber seines eigenen Teams. Zusammen mit Rick Hendrick ist er Besitzer des Teams mit der Startnummer 48 von Jimmie Johnson.
Neben Dale Earnhardt junior war er zu aktiven Zeiten einer der beliebtesten Rennfahrer in den Vereinigten Staaten.

## Karriere

### Frühe Jahre
Jeff Gordon begann im Alter von fünf Jahren mit dem Motorsport. Seine ersten Rennen fuhr er auf dem Roy Hayer Memorial Race Track in Rio Linda, Kalifornien. Um seine Karriere zu fördern, zog seine Familie von Vallejo nach Pittsboro, Indiana, wo die Bedingungen für junge Rennfahrer besser waren. Bevor er 18 Jahre alt war, hatte er schon drei Short-Track-Rennen gewonnen und wurde 1989 als Rookie of the Year von USAC Midget Car Racing ausgezeichnet. Im darauf folgenden Jahr gewann Gordon den USAC-Midget-Titel. 1991 wurde er in die USAC-Silver-Crown-Serie befördert und wurde mit 20 Jahren der jüngste Fahrer, der diesen Titel gewinnen konnte.

### Busch Series
In den Jahren 1991 und 1992 fuhr er zwei erfolgreiche Saisons in der NASCAR Busch Grand National Series für Bill Davis Racing. Zusammen mit seinem Crew Chief Ray Evernham stellte er den aktuell gültigen Rekord in NASCAR für die meisten Pole-Positionen während einer Saison auf, als er insgesamt elfmal von Startplatz eins ins Rennen ging. Zudem wurde Gordon 1991 Rookie of the Year. Gesponsert wurde er 1991 von der Vereinigung kalifornischer Ford Händler und 1992 von Baby Ruth. In der Saison 1992 absolvierte er zudem am 15. November beim Hooters 500 auf dem Atlanta Motor Speedway sein erstes Rennen im Winston Cup. Er belegte den 31. Platz, nachdem er bei einem Unfall in der 164. Runde das Rennen frühzeitig hatte beenden muüssen. Der legendäre Richard Petty nahm auch an diesem Rennen teil; es war sein letztes, bevor er in den Ruhestand ging. Im Nachhinein bezeichnen viele Fans dieses Rennen als Wechsel der Generationen in NASCAR.

### Cup-Serie

#### 1990er Jahre
Im Jahr 1993 fuhr Jeff Gordon seine erste volle NASCAR Winston Cup Saison für Hendrick Motorsports. Er gewann ein Gatorade Duel, errang den Titel des Rookie of the Year und belegte in der Meisterschaft den 14. Platz. Crew Chief war weiterhin Ray Evernham, mit dem er auch schon in der Busch Series erfolgreich war.
In der Saison 1994 holte Gordon seinen ersten Sieg im Winston Cup auf dem Charlotte Motor Speedway beim Coca-Cola 600, dem längsten und anspruchsvollsten NASCAR-Rennen der Saison. Außerdem gewann er auf dem legendären Indianapolis Motor Speedway das allererste Brickyard 400, wo er in der Schlussphase Ernie Irvan bezwang, der sich zuvor einen Reifen beschädigt hatte. Am Ende der Saison belegte Gordon Platz acht in der Meisterschaft, während Dale Earnhardt seinen zweiten Titel in Folge erzielte. Nur ein Jahr später, im Alter von 24 Jahren, gewann er insgesamt sieben Rennen, darunter das Southern 500 auf dem Darlington Raceway, und sicherte sich die erste Meisterschaft im Winston Cup. 1996 war Gordon in insgesamt zehn Rennen siegreich, darunter erneut das angesehene Southern 500, unterlag in der Meisterschaft jedoch Terry Labonte um 37 Punkte und wurde nur Zweiter.

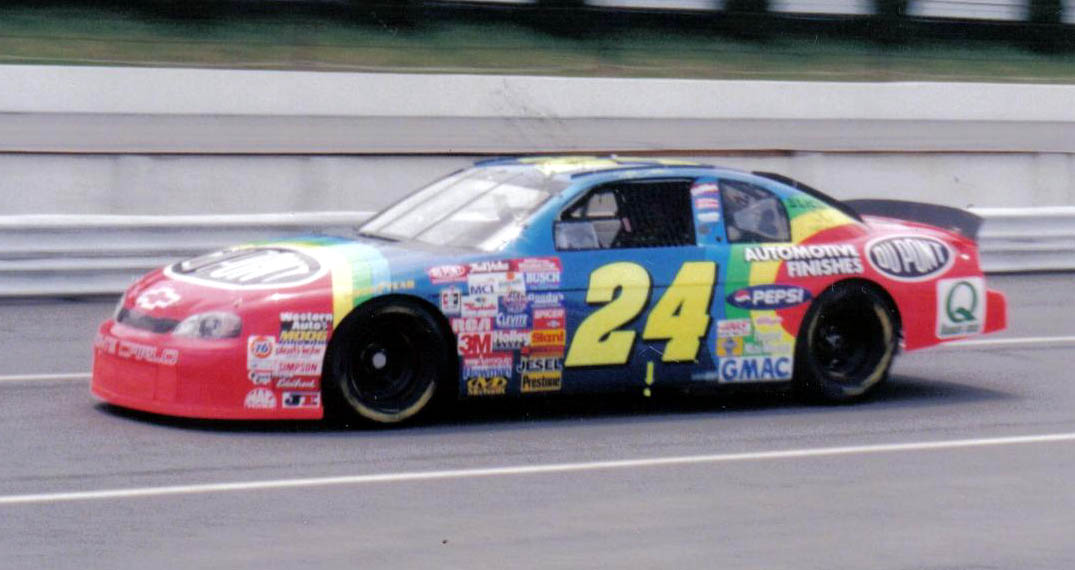
Jeff Gordons Rennwagen der Saison 1997

In der Saison 1997 schrieb Gordon erneut NASCAR-Geschichte: Er siegte insgesamt zehn Mal. Neben seinem ersten Sieg beim Daytona 500, dem Sieg beim Coca-Cola 600 und dem dritten Sieg in Folge beim Southern 500 sicherte sich Gordon die Winston Million und den damit verbundenen Bonus in Höhe von einer Million US-Dollar. Gordon war der zweite und zugleich letzte Fahrer, der die Winston Million gewinnen konnte. Mit diesem Erfolg im Rücken sicherte er sich seinen zweiten Meistertitel im Winston Cup.
Direkt in der darauffolgenden Saison 1998 schrieb Gordon erneut NASCAR-Geschichte: Mit 13 Saisonsiege stellte er Richard Pettys Rekord an Siegen pro Saison in der modernen Ära von NASCAR ein. Erwähnenswert sind der zweite Sieg beim Brickyard 400 in Indianapolis sowie der vierte Sieg in Folge beim Southern 500 – dem einzigen Fahrer, dem dies bei diesem prestigeträchtigen Rennen gelang. Mit mehr als 350 Punkten Vorsprung und mehr als dem doppelten gewonnenen Preisgeld als der Zweite verteidigte Gordon seinen Titel und sicherte sich den dritten Meistertitel.
Die Saison 1999 verlief dagegen nicht so gut für Gordon. Zwar startete er mit einem Sieg beim Daytona 500 in die Saison und es sollten noch sechs weitere dieses Jahr folgen, doch bereits im zweiten Rennen schied Gordon mit einem Motorschaden aus. Insgesamt schied er sieben Mal im Verlauf des Jahres aus, so dass es am Ende nur für den sechsten Platz in der Meisterschaft reichte. Nebenbei gründete Gordon zusammen mit seinem Crew Chief Ray Evernham das Team Gordon/Evernham Motorsports. Obwohl es nur recht kurzlebig war, hatte es dennoch einigen Erfolg. So konnte Pepsi als Hauptsponsor gewonnen werden und Gordon absolvierte mit Evernham sechs Rennen in der Busch Series. Nachdem Evernham nach einem Jahr von Dodge abgeworben worden war, fuhr Gordon noch die Saison 2000 in der Busch Series. Evernhams Anteil am Team wurde nach dessen Weggang von Rick Hendrick übernommen und das Team in JG Motorsports umbenannt.

#### 2000–2005
Im Winston Cup lief es auch in der Saison 2000 nicht gut für Gordon. Zwar gewann er dreimal, darunter einmal beim DieHard 500 auf dem Talladega Superspeedway, und fiel nur zweimal aus, aber insgesamt reichte es am Ende nur für Platz neun in der Meisterschaft, seine bis dato schlechteste Saison seit seinem Rookie-Jahr 1993. In der Saison 2001 kehrte der Erfolg zurück: Mit sechs Siegen, einem beim Brickyard 400, 18 Top-5- und 24 Top-10-Ergebnissen strich Gordon insgesamt 10.879.757 US-Dollar an Preisgeld ein und sicherte sich seinen vierten Meistertitel.
In der Saison 2002 siegte Gordon insgesamt drei Mal, darunter sein insgesamt fünfter Erfolg beim Southern 500. Mit insgesamt 13 Top-5- und 20 Top-10-Ergebnissen belegte er am Saisonende Platz vier in der Meisterschaft. Ähnlich verlief die Saison 2003. Auch hier gewann Gordon drei Mal, darunter beide Saisonrennen auf dem Martinsville Speedway, und erzielte 15 Top-5- und 20 Top-10-Ergebnisse. Wie auch im Vorjahr wurde Gordon Vierter in der Meisterschaft.
In der Saison 2004 gewann Gordon fünf Rennen, darunter sein vierter Erfolg beim Brickyard 400 und der Sieg beim Aaron’s 499. Obwohl er bezogen auf die durch die einzelnen Rennen vergebenen Punkte mehr als alle anderen Fahrer erzielte, wurde Gordon nur Dritter in der Meisterschaft – ein Resultat des in dieser Saison neu eingeführten Chase for the Nextel Cup, nachdem die R.J. Reynolds Tobacco Company als Hauptsponsor der Serie ausgestiegen war und der Name von Winston Cup in Nextel Cup gewechselt hatte.
Im Jahr 2005 startete Gordon mit einem Sieg beim Daytona 500 in die Saison, litt jedoch unter mangelnder Konstanz. Trotz einiger guter Ergebnisse vor dem Beginn des Chase schaffte er es nicht, sich dafür zu qualifizieren. Trotz drei Ausfällen und dank einem Sieg beim Subway 500 wurde Gordon Elfter in der Meisterschaft und sicherte sich den Bonus von einer Million US-Dollar als bester nicht für den Chase qualifizierter Fahrer. Dennoch war der elfte Platz das schlechteste Ergebnis seit seiner Rookie-Saison 1993.

#### 2006–2014
In der Saison 2006 siegte Gordon beim Dodge/Save Mart 350 auf dem Infineon Raceway und erzielte damit seinen ersten Sieg der Saison und den insgesamt neunten auf einem Straßenkurs. Ein weiterer Sieg folgte am 9. Juli auf dem Chicagoland Speedway beim USG Sheetrock 400. Es war Gordons erster Sieg auf dieser Strecke und gleichzeitig auch für Hendrick Motorsports. Gordon qualifizierte sich für den Chase for the Nextel Cup, aber sechs Top-10-Ergebnissen standen vier Ergebnisse außerhalb der Top 20 gegenüber. Aufgrund dieser Leistungen reichte es in der Meisterschaft nur für den sechsten Platz. Bis zu diesem Zeitpunkt hatte Gordon während seiner Karriere im Cup bereits ein Preisgeld in Höhe von 82.838.526 US-Dollar gewonnen.

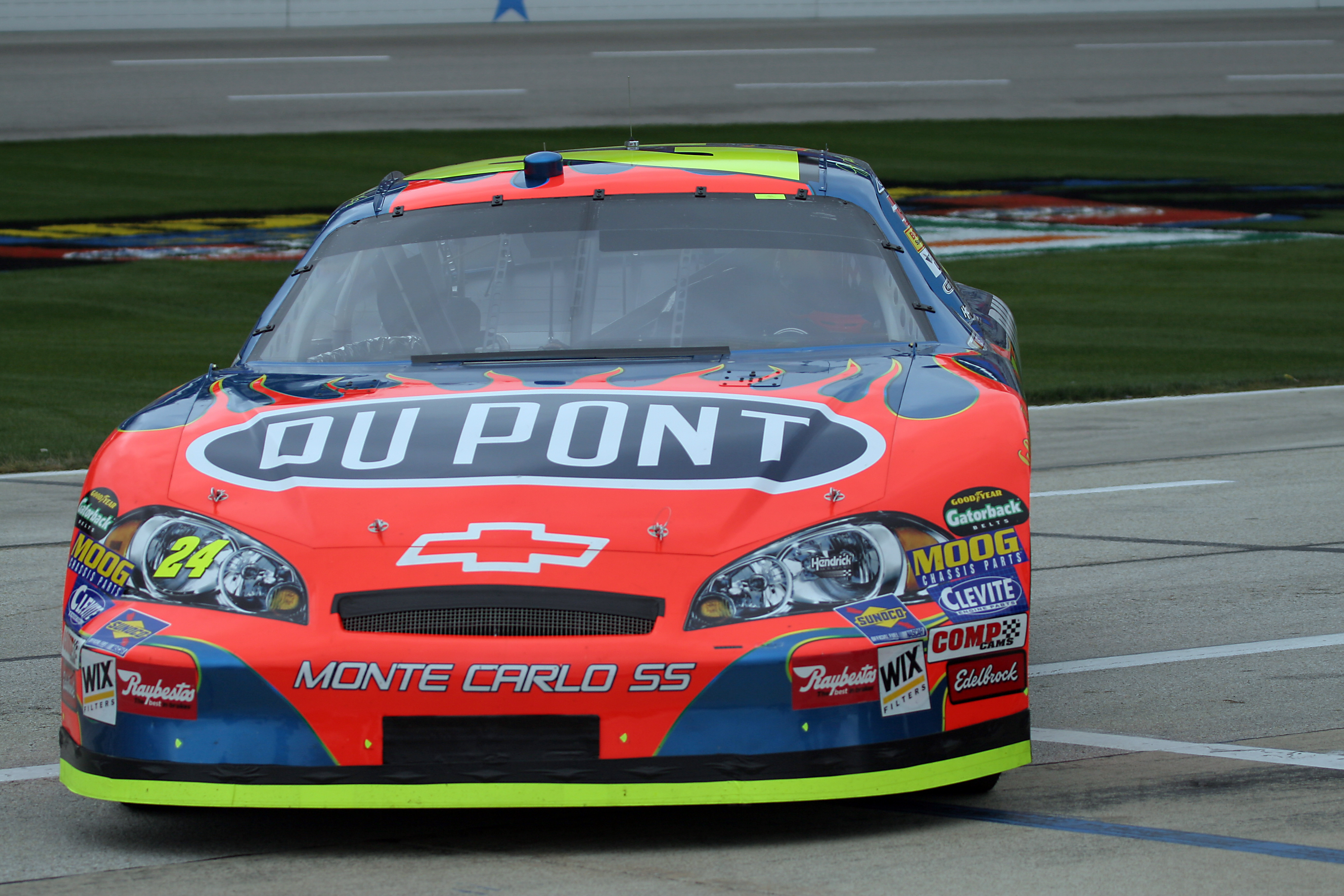
Jeff Gordon bei der Einfahrt in den Garagenbereich in Texas 2007

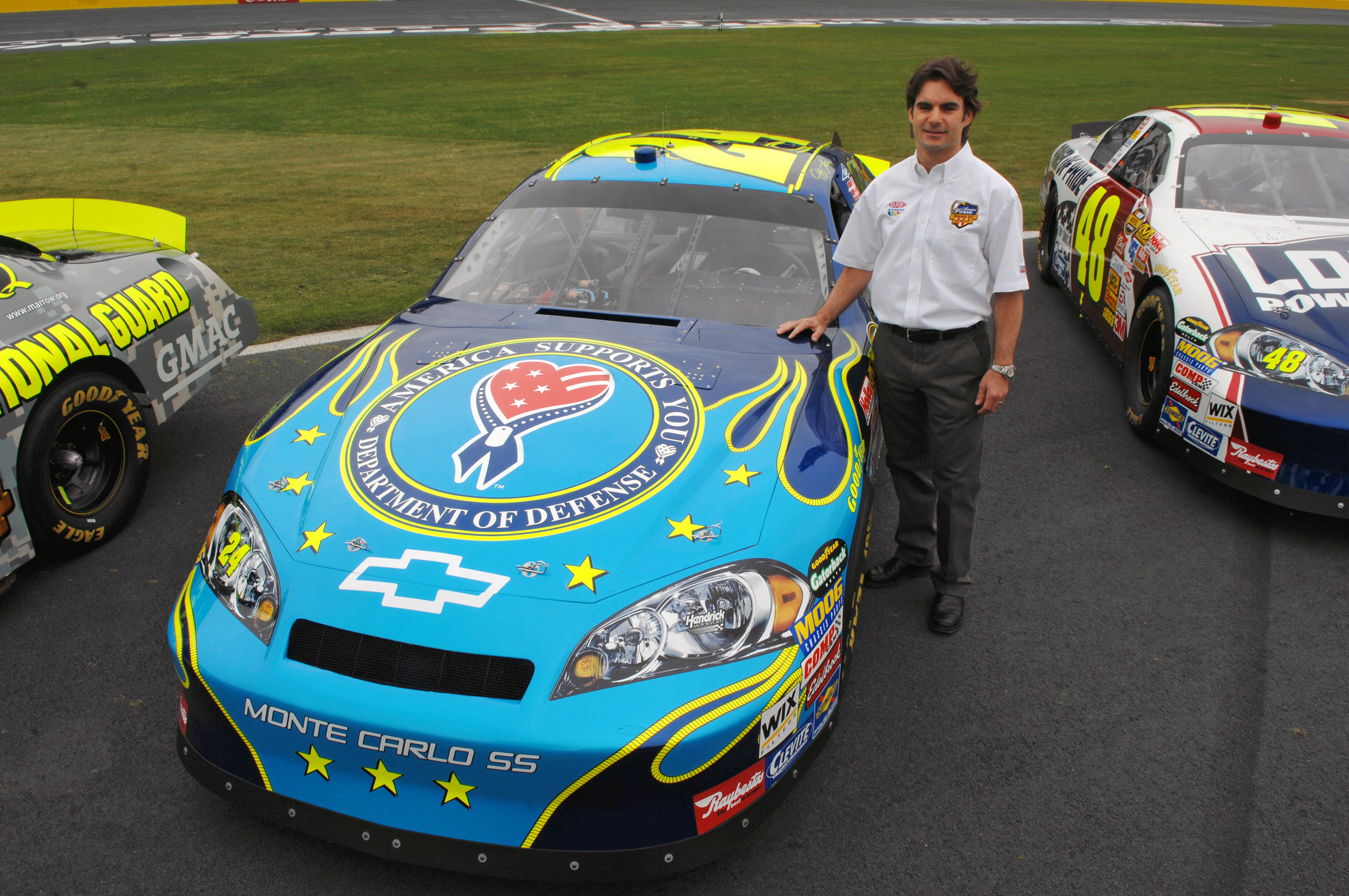
Jeff Gordon neben seinem Rennwagen in „America Supports You“-Sonderlackierung für die 2007er Ausgabe des Coca-Cola 600

In die Saison 2007 startete Gordon mit einem Sieg bei seinem Gatorade Duel, wurde aber auf die Startposition 42 für das Daytona 500 zurückversetzt, nachdem ein Haltebolzen für einen Stoßdämpfer im Rennen gebrochen war und der Wagen somit durch die Inspektion gefallen war. Im Daytona 500 selbst konnte sich Gordon bis auf den zehnten Platz verbessern. Mit seinem dritten Platz beim Food City 500, in das er von der Pole-Position mit dem neuen Car of Tomorrow startete, übernahm Gordon das erste Mal in der Saison die Führung in der Meisterschaft, die er bis zum Chase for the Nextel Cup dominierte. Es folgten drei Siege innerhalb von vier Wochen beim Subway Fresh Fit 500 in Phoenix, beim Aaron’s 499 in Talladega und beim Dodge Avenger 500 in Darlington. Vier Wochen später, am 10. Juni 2007 erzielte Gordon seinen vierten Sieg der regulären Saison beim Pocono 500 auf dem Pocono Raceway. Von den 26 Saisonrennen bis zum Start des Chase for the Nextel Cup war Gordon insgesamt 21 Mal innerhalb der Top 10, sein schlechtestes Ergebnis war ein 41. Platz nach einem Unfall in der frühen Rennphase des Coca-Cola 600 auf dem Lowe’s Motor Speedway.
Obwohl in der Meisterschaftswertung führend, ging Gordon nur als Zweiter hinter seinem Teamkollegen Jimmie Johnson in den Chase, da dieser mit insgesamt sechs Siegen in der regulären Saison zwei Rennen mehr gewinnen konnte. Trotz zwei Siegen beim UAW Ford 500 in Talladega und beim Bank of America 500 auf dem Lowe’s Motorspeedway, insgesamt sechs Top-5- und neun Top-10-Ergebnissen wurde Gordon mit 77 Punkten Rückstand Zweiter in der Meisterschaft hinter Jimmie Johnson.

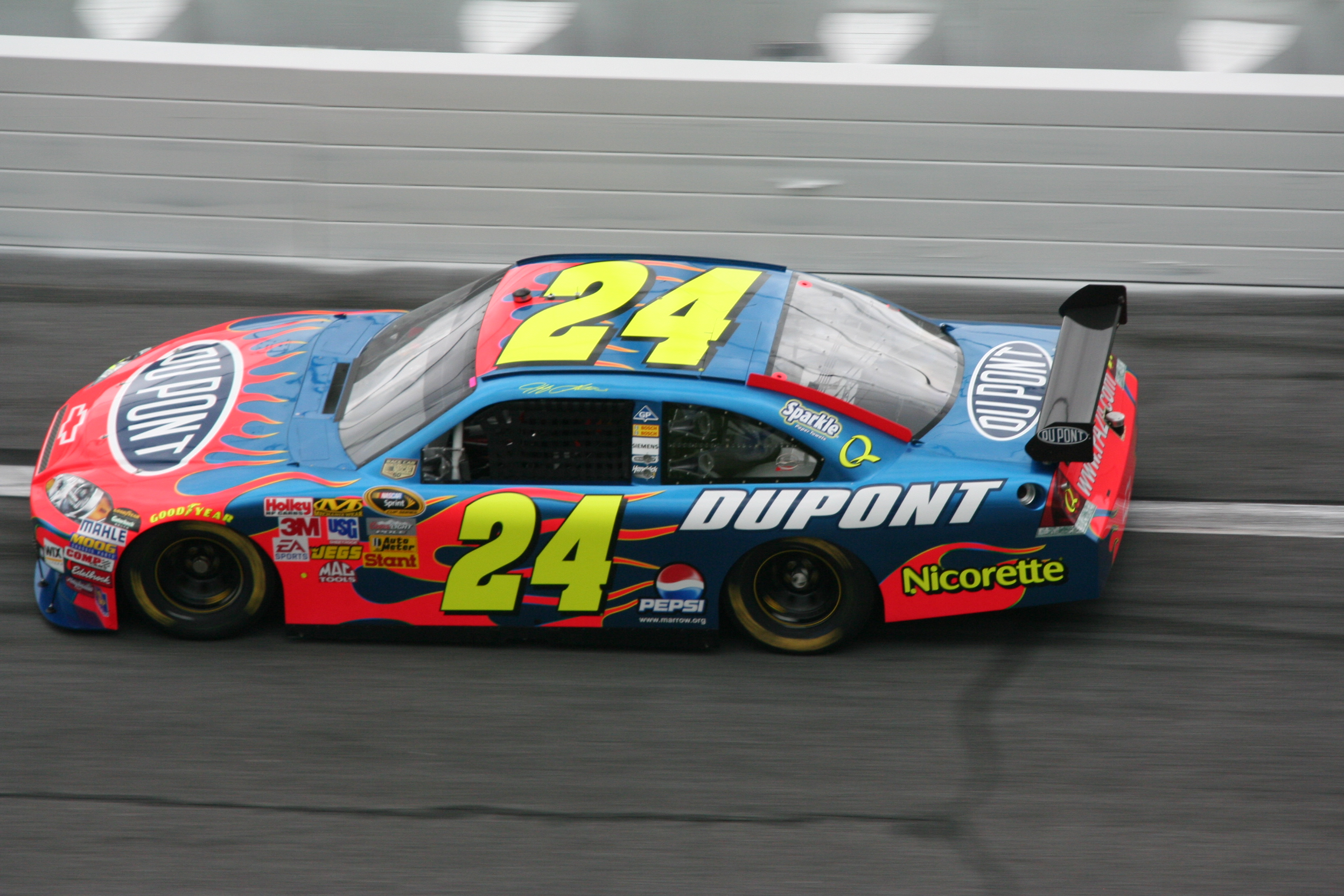
Jeff Gordons Rennwagen in der Saison 2008

Der Auftakt der Saison 2008 verlief wenig erfolgreich für Gordon. Beim Daytona 500 musste er in Runde 159 mit einem Getriebeschaden aufgeben und kam nur auf Platz 39. In Las Vegas verunfallte er fünf Runden vor der Zielflagge und beim siebten Saisonrennen auf dem Texas Motor Speedway in Fort Worth reichte es nach Problemen mit dem Wagen, einer länger andauernden Reparatur und einem Unfall nur zum 43. und letzten Platz. Demgegenüber stehen drei Platzierungen unten den Top 5. Gordon beendete die Saison 2008 auf dem siebten Gesamtrang mit 368 Punkten Rückstand auf den neuerlichen Gesamtsieger Jimmie Johnson.
Das Jahr 2009 begann er mit einem Sieg im ersten Gatorade Duel. Im 7. Saisonrennen, dem Samsung 500 auf dem Texas Motor Speedway, gelang ihm sein erster Sieg im Sprint Cup seit Oktober 2007 oder 47 Rennen. Zu diesem Zeitpunkt führte er die Gesamtwertung deutlich an. Er zog 2009 als Sechster in den Chase for the Sprint Cup ein und beendete die Saison als Dritter der Gesamtwertung.
In 2010 konnte Jeff Gordon keinen Sieg im Sprint Cup für sich verbuchen, dominierte jedoch zahlreiche Rennen. Teilweise fiel er erst in den letzten Runden auf Grund von Unfällen oder technischer Gebrechen zurück. Obwohl er keinen Sieg errang, konnte er mit konstant guten fahrerischen Leistungen die Qualifikation für den Chase for the Sprint Cup erreichen. Bis 3 Rennen vor Schluss blieb Gordon im Titelrennen – die letzten Rennen der Saison zeichneten ein typisches Bild für den Saisonverlauf: in Martinsville von Kyle Busch von der Strecke gerammt, Batterieprobleme in Phoenix, unter Gelb von Jeff Burton in Texas in die Mauer gedrängt, Motorschaden im letzten Rennen in Miami-Homestead – jeweils in guter Position. Jeff Gordon konnte die Saison trotzdem als Neunter beenden und ein Preisgeld von über 5 Mio. USD erreichen.
Die Saison 2011 begann für Jeff Gordon mit guten Startplätzen in den Daytona-Shootouts. Im Daytona 500 wurde Gordon früh in einen Unfall mit mehreren Wagen verwickelt und konnte das Rennen mit mehreren Runden Rückstand nur an Position 28 beenden. Gordon gewann jedoch in Phoenix das Subway Fresh 500, indem er sich nach zahlreichen Führungsrunden gegen Kyle Busch durchsetzt – sein erster Sieg seit Texas 2009 und nach einer sieglosen Saison 2010.
Auch 2012 begann die Saison für Jeff Gordon enttäuschend. Im Daytona 500 musste er an vorderster Stelle liegend noch vor der Halbzeit des Rennens mit Motorschaden aufgeben. Trotz einer schwarzen Serie von unglücklichen Umständen, Unfällen und technischen Gebrechen konnte er sich zur Mitte des Jahres unter den Top 20 behaupten.
Während der letzten Rennen spitzte sich die Spannung zwischen Gordon und Clint Bowyer zu, nachdem Bowyer in mehreren Rennen Gordons Rennverlauf negativ beeinflusst hatte. Nachdem Bowyer ihn im Rennen von Phönix erneut durch eine Berührung aus dem Rennen genommen hatte, nahm Gordon während einer Gelbphase Revanche. Im Anschluss daran entwickelte sich eine Jagd auf Gordon durch Bowyers Boxencrew, die in einer Massenschlägerei endete.
Gordon kann nach massiven Geldstrafen das letzte Rennen der Saison vor Bowyer gewinnen. Er entschuldigte sich für sein Verhalten im Siegerinterview, wies NASCAR aber zugleich darauf hin, dass sie gegen die Übergriffe von Bowyer früher einschreiten hätten müssen.
2013 startete Gorden in Daytona hinter Danica Patrick in zweiter Position. Nach über 30 Führungsrunden steigt seine Kühlwassertemperatur durch von Plastikmüll verlegte Lufteinlässe und er musste sich ans Ende des Feldes zurückfallenlassen, um seine Motortemperaturen in den Griff zu bekommen. Gordon konnte dadurch das Rennen nur an 20. Stelle beenden.
2014 schied Gordon in der Eliminator-Round des neu eingeführten Chase Format aus. Bis zu diesem Zeitpunkt war er einer der letzten acht Fahrer, die um den Titel fuhren. Er konnte in der Saison 3 Rennen für sich entscheiden.

### 2015 – Seine letzte Saison
Nachdem Jeff Gordon überraschend im Januar seinen Rücktritt zur laufenden Saison verkündet hatte, startete er zum Daytona 500 in seine Abschiedssaison. Er schaffte es ohne Saisonsieg (nach dem Cut in Richmond) in den Chase durch seine gute Punkteplatzierung. Die Challenger- und Contender-Round konnte Gordon ebenfalls ohne Siege bestehen, da seine durchschnittlichen Platzierungen ausreichten. Nach einem ereignisreichen ersten Rennen der Eliminator-Round auf dem Martinsville Speedway gewann Jeff Gordon sein erstes Rennen 2015 (insgesamt sein 93.) und sicherte sich somit sein Chase Ticket für das finale Rennen in Homestead. Für sein letztes Rennen traten die Fahrer von Hendrick Motorsports mit gelben Startnummern an.

### 2016 – TV-Experte und Ersatzmann
Am 21. Mai 2015 gab Gordon bekannt, dass er 2016 für den Fernsehsender Fox Sports als Experte die NASCAR-Sprint-Cup-Rennen mit kommentieren wird. Als erstes Sprint-Cup-Rennen kommentierte er das Daytona 500 2016.
Da Dale Earnhard Jr. während der Saison verletzt ausfiel, wurde Gordon und Alex Bowman als Ersatzfahrer verpflichtet. Gordon startete damit das erste Mal nicht mit der Startnummer 24 in der Cup Series. Er fuhr acht Rennen, ein sechster Platz in Martinsville war sein bestes Ergebnis.

### Andere Rennserien
Gordon nahm auch an einigen Sonderrennen teil. So war er Teil des Teams USA beim Race of Champions 2002. 2004 sollte Gordon wiederum an diesem Rennen teilnehmen und unter anderem gegen Formel-1-Weltmeister Michael Schumacher fahren, musste aber aufgrund eines Grippe-Infekts absagen. Nachdem er durch Casey Mears ersetzt worden war, ging Gordon im Folgejahr wieder selbst an den Start zusammen mit Motocross-Fahrer Travis Pastrana. 2007 fuhr Gordon die Rolex 24 Stunden von Daytona im Team mit der Startnummer 10 für Wayne Taylor Racing. Zusammen mit seinen Teamkollegen Max Angelelli, Jan Magnussen und Wayne Taylor wurde er bei seinem ersten Rennen Dritter. Im gleichen Team konnte er das Rennen 2017 bei seinem zweiten Start an der Seite von Max Angelelli und den Brüdern Jordan und Ricky Taylor gewinnen.